# Anisoditha curvidigitata
Genre
Espèce
Synonymes
- Chthonius curvidigitatus Balzan, 1887

Anisoditha curvidigitata, unique représentant du genre Anisoditha, est une espèce de pseudoscorpions de la famille des Chthoniidae.

## Distribution
Cette espèce est endémique du Paraguay.

## Systématique et taxinomie
Ce genre a été placé dans les Chthoniidae par Dashdamirov et Judson en 2004.

## Publications originales
- Balzan, 1887 : Chernetidae nonnullae Sud-Americanae, II. Asuncion.
- Chamberlin & Chamberlin, 1945 : The genera and species of the Tridenchthoniidae (Dithidae). A family of the arachnid order Chelonethida. Bulletin of the University of Utah, Biological Series, vol. 9, no 2, p. 1-67.